# Megatrioza robusta
Megatrioza robusta är en insektsart som först beskrevs av Crawford 1919.  Megatrioza robusta ingår i släktet Megatrioza och familjen spetsbladloppor. Inga underarter finns listade i Catalogue of Life.